# Мария Анна Португальская (1739—1771)
Мария Анна Португальская (порт. Maria Ana de Portugal), полное имя Мари́я А́на Франси́шка Жозе́фа Ри́та Жуа́на де Брага́нса (порт. Maria Ana Francisca Josefa Rita Joana de Bragança; 7 октября 1736, Лиссабон, королевство Португалия — 16 мая 1813, Рио-де-Жанейро, Колония Бразилия) — португальская принцесса из дома Браганса, урождённая инфанта Португальская.

## Биография

### Происхождение
Мария Анна Португальская родилась во дворце Рибейра в Лиссабоне 7 октября 1736 года. Она была вторым ребёнком и второй выжившей после рождения дочерью в семье португальского короля Жозе I и Марианны Виктории, испанской инфанты из дома Бурбонов. По отцовской линии приходилась внучкой португальского короля Жуана V и австрийской эрцгерцогини Марии Анны из Имперской ветви дома Габсбургов. По материнской линии была внучкой испанского короля Филиппа V и Изабеллы, пармской принцессы из дома Фарнезе.

### Невеста дофина
При дворе в Париже рассматривался проект женитьбы французского дофина Людовика на инфанте Марии Анне, но её мать отказалась дать согласие на брак дочери с наследником французского престола. Инфанта осталась незамужней. Внебрачных связей и детей она не имела. Вместе с членами монаршей семьи ей пришлось покинуть родину и бежать в колонию Бразилия после вторжения в португальское королевство французской армии по приказу Наполеона Бонапарта.
Мария Анна Португальская умерла в Рио-де-Жанейро 16 мая 1813 года. Она была похоронена в усыпальнице дома Браганса в монастыре Сан-Висенте-де-Фора в Лиссабоне.